# 2010年大连新港溢油事故
2010年大连新港溢油事故是2010年7月16日发生在辽宁省大连市新港港区内的一起事故。事故导致一条输油管道爆炸并引起原油泄漏。
国际储运有限公司是中国石油大连中石油国际事业公司与大连港股份公司各出资80%、20%的合伙企业，2005年9月成立，注册资金1亿元人民币。国际储运有限公司原油罐区的日常运营和检查维修工作由中石油大连石化公司负责。

## 地理
位于大连市大孤山半岛新港码头的大连市大窑湾保税港区的中石油国际储运有限公司原油灌区。20个总储量185万立方米原油储罐。其中17个为10万立方米立柱式外浮顶原油储罐。其余3个为5万立方米储罐。
北邻储量300万立方米的国家原油储备库。
东邻储量120万立方米的南海罐区和12.45万立的液体化工原料仓储区。
东北方是51个储罐的危险化学品存储区。总量约12.45万吨。
南邻在建液化天然气接收站和居民区、港区单位及加油站等附属建筑，

## 事故经过
2010年7月15日Tanker Pacific Management (Singapore) Pte Ltd（新加坡太平洋油轮公司）所属利比里亚籍（最初误报道为巴拿马籍）“COSMIC JEWEL”(“宇宙宝石”)号30万吨级VLCC油轮在大连新港向国际储运公司原油灌区卸送中石油控股的中油燃料油股份有限公司委托中国联合石油有限责任公司进口的委内瑞拉祖阿塔原油15.3万吨，卸载入中国联合石油有限责任公司租赁的国际储运公司原油灌区304、401、403号罐。由于该原油H2S含量较高，中油燃料油股份有限公司委托天津辉盛达石化技术有限公司负责加入原油脱硫剂作业。辉盛达公司委托上海祥诚商品检验技术服务有限公司大连分公司在国际储运公司原油罐区输油管道上进行现场作业。所添加的“HD-硫化氢脱除剂”原油脱硫剂由辉盛达公司生产。卸油作业于7月15日15时30分开始，在两条输油管道同时进行。7月15日20时，油轮开始用2号输油管线向国际储运公司的原油罐区卸送，祥诚公司作业人员开始通过原油罐区内一套内径90厘米输油管道上的排空阀向输油管道内注入脱硫剂。加剂过程中由于由于输油管内压力高，加注软管多处出现超压鼓泡，连接处脱落造成脱硫化剂泄漏等情况，致使加注作业多次中断共计约4个小时，以致未能按计划在17小时卸油作业中加入全部的脱硫剂。7月16日13时，油轮进行原油洗舱集油作业，停止向岸上卸油并关闭船岸间控制阀。此时，中石油大连石化公司石油储运公司生产调度通知上海祥诚大连分公司经理“船上停止卸油了”，但注入脱硫剂的作业没有停止，又继续加入了22.6t脱硫剂。18时，在注入了全部的88立方米脱硫剂后，现场作业人员用消防泵房（位于103号油罐东侧）内的消防水对脱硫剂管路和泵进行冲洗，冲洗液0.1t直接经加剂口入该输油管线。18时02分，靠近脱硫剂注入部位的输油管道突然发生爆炸，引发火灾，造成部分输油管道、附近储罐阀门、输油泵房和电力系统损坏和大量原油泄漏。事故导致储罐阀门无法及时关闭，火灾不断扩大。原油顺地下管沟流淌，形成地面流淌火，火势蔓延。
爆炸发生后，中共中央、国务院、辽宁省和大连市均迅速作出反应。中共中央总书记胡锦涛、国务院总理温家宝作出批示。中央政法委书记周永康和公安部长孟建柱在公安部指挥中心坐镇。国务院副总理张德江、国家安监总局局长骆琳、交通运输部部长李盛霖以及公安部副部长刘金国率公安部消防局局长陈伟明、部局战训处处长魏捍东及公安部灭火救援专家组组长陈家强、辽宁省公安厅厅长李文喜、副厅长刘乐国等连夜赶到火灾现场，视察火场，听取汇报后，靠前指挥决策。 空军紧急派出两架运-8飞机运送消防物资。
中石油国际储运有限公司原油灌区东北角的T103#十万立方米原油储罐在事故发生时罐内油位0.175m存原油792t，在附近管线大火长时间的熏烤下，罐壁北侧上部受热变形，向内塌陷，致使罐内浮船挤压变形，加之燃烧液面处在浮船下方，且着火液面有5000平方米，沿罐壁注入的泡沫液很快被高温破坏，灭火剂难以达到覆盖燃烧区的效果，因而造成罐内火势扑灭难度极大，着火罐本身和毗邻罐体冷却保护任务异常艰巨繁重。
最先赶到火场的是大连港集团油品码头公司消防队。大连市公安消防支队开发区大队炮台山中队25名消防员、5辆消防车到场。18时19分，大连消防支队开发区大队下辖大孤山中队、海青中队和炮台山中队先后到达火灾现场，此时，T103#罐已经起火，该罐北侧输油管线已经炸断，大面积流淌火直接威胁毗邻的南侧T102#、西侧T106#十万立方米油罐和邻近的东侧的南海储油区、液体化工原料仓储区及油火经过区域的中石油国际储运有限公司原油灌区油泵房、计量站房、管线和阀组等设施，现场多处输油管线、排水排污管道井连续发生爆炸，形成了近500处明火点，对长约3000m的火线，对6万m2的流淌火。开发区公安消防大队长李永峰布置大孤山中队在103号罐西侧堵截，以防火势向西蔓延；炮台山中队在103号罐东侧用两支泡沫枪堵截流淌火向东蔓延；海青中队堵截流淌火向103号罐的南侧和东侧蔓延，以确保103号罐罐体和东侧战线的安全。
大连支队值班指挥员郑春生带10台大功率泡沫车和10台大水罐车赶赴现场。大连支队现场指挥部立即作出战斗部署。一是派出灭火攻坚组，在油储单位技术人员指导下，进入罐区关阀断料；二是利用14门车载水炮、3门移动水炮对T103#罐和毗邻的T106#、T102#罐及南海罐区的T037#、 T042#罐进行冷却抑爆；三是利用6门车载泡沫炮与移动泡沫炮和25支泡沫管枪全力堵截消灭地面流淌火，压制输油管线火势，保护液体化工仓储区的安全；四是协调大连海事部门出动该部门的消防艇和拖消两用船，控制海面火势；五是筑堤拦截、围堰圈堵、沙土掩埋。为全省增援力量的到达赢得时间。大连公安消防支队长丛树印在火场部署：开发区大队长李永峰负责原油泵房、配电室和南海罐区中部，支队灭火高工邵天福负责103号罐区西部；支队郑春生死守危险化学品罐区。
21时30分许，辽宁省公安厅厅长李文喜、辽宁省公安消防总队总队长王路之等领导陆续到场，现场指挥部总指挥改为辽宁省公安消防总队总队长王路之。当时现场输油管线、泵房、明沟暗渠、污油池等处连续发生爆炸，原油从破裂管道、阀组处带压喷涌燃烧，巨大火柱照耀如同白昼，地面原油流淌火顺坡向东、向南扩散。特别是T103#罐，火势异常猛烈，火焰高达几十米。调整消防作战力量，将火场划分为四个战斗区域并设臵分指挥部，每个分指挥部由一名省消防总队党委成员和一名灭火高级工程师作为指挥员：
- 第一战斗区域，由本溪公安消防支队、锦州公安消防支队和大连石化公司专职消防队、大连周水子机场专职消防队在先期力量部署的基础上，出3门车载水炮、2门移动泡沫炮和4支泡沫管枪对T106#、T102#罐进行冷却；压制T103#罐东侧泵房及邻近管线的大火，堵截地面流淌火向东侧蔓延，消灭罐区阀组火势。
- 第二战斗区域，由营口公安消防支队、沈阳公安消防支队和辽阳公安消防支队在先期力量部署的基础上，出1门车载水炮、2门移动水炮、1门移动泡沫炮和9支泡沫管枪对T037#原油储罐进行冷却；压制T037#、T042#罐邻近输油管线、阀组的火势，全力消灭地面流淌火。同时利用2台铲车，采取沙土筑堤、覆盖的措施配合泡沫管枪，全力堵截、消灭地面流淌火势。
- 第三战斗区域，由鞍山公安消防支队、抚顺公安消防支队和抚顺石化公司专职消防队在先期力量部署的基础上，出2门车载水炮、10支泡沫管枪对T042#罐进行冷却；堵截向T048#、T043#罐蔓延的流淌火势；消灭T042#罐邻近输油管线和地下沟渠内的火势。
- 第四战斗区域，由丹东公安消防支队和盘锦公安消防支队在先期力量部署的基础上，出8支泡沫管枪、2门移动水炮堵截火势向液体化工原料仓储区和输油管线蔓延；冷却码头区域南侧输油管线，消灭船舶燃料供应公司院内的地面流淌火，堵截火势向成品油桶区域蔓延。

23时30分许，该管线火情被完全扑灭，但爆炸导致另一条700毫米管线起火，且该起火管线油泵损坏，无法切断油路。现场还发生多次爆炸，火情一度出现反复。
17日8时20分火灾得到有效控制，现场车辆装备人员就位，泡沫灭火剂准备充足，后方供水线已全部形成。开始总攻，四个战斗区域利用车载泡沫炮、移动泡沫炮和泡沫管枪全力扑灭罐体、阀组、沟渠的大火，采取水流切封法彻底扑灭管线火灾（即在管道两侧设臵水枪阵地，向撕裂口处进行持续夹击射流，达到隔离火焰与原油的目的），利用消防艇及拖消两用船，扑灭海面浮油火。经过1小时35分钟的总攻，9时55分大火被全部消灭。10时，大连市政府召开新闻发布会，宣布爆炸现场储油罐的所有阀门已全部关闭，火势基本扑灭。
总攻结束后，四个战斗区域继续加强火场重点部位的冷却，并消灭残火。各战斗区域采取地毯式排查，不留任何死角，对发现的残火组织力量及时扑灭。对重点部位持续冷却，防止复燃复爆。尤其是在对T103#罐罐壁坍塌，灌顶浮船挤压变形，燃烧液面处在浮船下方，灭火剂无法覆盖燃烧液面等情况，保持冷却的同时，利用远程供水线强行注水，然后利用泡沫消防车连接油罐固定管线向罐内灌注泡沫，强行冷却、稳定燃烧、灌注泡沫、强行注水、淹没残渣、抬高液面、最后一举歼灭。20日8时20分，T103#罐内残火彻底消灭，至此，整个灭火战斗行动圆满结束。
大连市公安消防支队调集37个公安消防中队和4个企事业专职队的128台消防战斗车辆、1000余名消防官兵。辽宁省出动14个消防支队、18支企业专职消防队、348辆消防车、2380余名消防员参与本次灭火行动。辽宁省出动了全省14个支队，1600多人。全省范围内调集泡沫量900多吨，调集了全省的高效能灭火消防车和远射程、大流量的泡沫炮和移动水炮。公安部消防局以陆运、海运、空运方式从吉林、河北、天津、黑龙江、山东等地调集泡沫液460余吨运往现场。辽宁省政府协调沈阳空军调用直升飞机运送包括院士在内的11名石化、化工、建筑专家到场，为火灾扑救工作提供技术支持。
合计用水量6万多吨，使用了泡沫灭火剂500多吨，干粉灭火剂20多吨。此次参战的所有消防战斗车辆和器材自始至终没有出现任何问题，特别是在用海水灭火的情况下没有一台消防战斗车辆出现故障。大连公安消防支队远程供水系统每分钟流量达22000升，供水最长距离可达6公里，在这次爆炸火灾事故处臵过程中，实现了全程不间断供水，承担了现场近二分之一的供水量，发挥了重大作用。高性能的泡沫消防车、高喷消防车、大吨位水罐消防车及先进实用的泡沫液转输泵、遥控自摆泡沫炮、移动水炮等装备器材在火场上连续作战几十个小时，发挥了强大的消防作战效能。灭火战斗中为现场车辆供给燃油110余吨，补充灭火救援器材、个人防护装备10000余件（套），并设立了生活物资供应站，基本保障了参战消防人员作战、饮食、医疗等需要。

## 事故原因
初期称事故原因系该外籍油轮在为卸油附加添加剂时操作不当所致，但在此之后当地官员称，事故责任在船只一方还是中国石油一方尚无法确定。轮上有27名船员，船员与肇事船舶已撤离至安全地带。中石化称该事件与其无关，输油设施正常。安监总局在事故通报中认为，这次事故是因陆地上中方负责输油的公司引起，但责任认定部分很含混；不过事故善后处置工作协调会上明确了事故主要责任人为大连中石油国储公司。

### 直接原因
天津辉盛达石化技术有限公司的“HD-硫化氢脱除剂”由北京化工大学工业催化剂教研室某教师设计，配方为：异丙醇10%、乙醇4.9%，双氧水85%，对苯二酚0.1%。双氧水含过氧化氢的浓度为50.73%。密度1.13。双氧水是主要的活性组分，其它组分起助溶和稳定作用。工作原理为原油中的硫化氢与过氧化氢反应，生成硫单质和水。7月16日18时前脱硫剂全部加入后，又使用消防泵房内的消防水（600kg）冲洗加剂泵和管路，冲洗液0.1t注入了输油管道。由于消防水长期不用，存在铁锈，铁锈中的亚铁离子是过氧化氢分解的强催化剂。
第一爆炸发生在消防桥下2号输油管U型管东侧立管距地面1.4m处，为过氧化氢正反馈分解后产生的氧气、水蒸汽的压力超过2号管壁10.3毫米的耐压极限3.98MPa而发生物理爆炸。U型管东侧的水平输油管，由于油气外泄，空气涌入，随即发生了闪爆。输油管道破裂后，大量原油外泄，在火场的高温环境下，原油中的轻组分逸出并与空气混合达到了爆炸极限发生爆炸，如此重复。因此，火场上爆炸一阵接一阵，火焰高达50m。

### 处理结果
2013年8月，大连市中级人民法院对“7·16”特大事故案一审宣判，13名被告人因重大事故责任罪被判刑，1被告人因罪行轻微被免予刑事处罚：
| 公司                          | 職位               | 罪行 |
| ----------------------------- | ------------------ | --- |
| 上海祥诚公司                  | 石化部经理戴某     | 明知本公司不具备相关资质，违规承担加注硫化氢剂业务，对现场工作人员违反安全管理规定的行为未加制止。判刑5年                  |
| 上海祥诚公司 大连分公司       | 经理李某           | |
| 上海祥诚公司 大连分公司       | 经理助理张某某     | 接受本公司指令负责作业的技术方面工作，对现场工作违反安全管理规定的行为未加制止。                                           |
| 上海祥诚公司 大连分公司       | 员工孙某           | 接受经理李某指派，违反安全管理规定进行试剂添加工作                                                                         |
| 上海祥诚公司 大连分公司       | 员工王某           | 接受经理李某指派，违反安全管理规定进行试剂添加工作                                                                         |
| 天津辉盛达公司                | 董事长张某某       | 在脱硫化氢试剂未经过安全生产监督管理部门审批的情况下，承担原油除硫处理业务。判刑4年                                        |
| 天津辉盛达公司                | 总经理张某某       | 在硫化氢脱除剂没有得到相关许可的情况下，决定将该试剂投入生产并使用。判刑3年6个月。                                         |
| 天津辉盛达公司                | 生产部经理田某     | 在试剂未经安全生产监督管理部门审批的情况下，接受刘某指令生产了90吨脱硫化氢剂。                                             |
| 天津辉盛达公司                | 市场部员工迟某     | 负责现场加剂作业的具体指导工作，参与原油除硫处理作业存在违反安全管理规定的行为，对现场人员违反安全管理规定的行为未加制止。 |
| 中燃油公司市场                | 市场处副处长唐某   | 未严格履行安全审查职责，未审核出没有生产脱硫化氢试剂的资质，向提出同意由提供脱硫化氢试剂的意见。                           |
| 中燃油公司市场                | 市场处处长沈某     | 未严格履行安全审查职责，未审核出没有生产脱硫化氢试剂的资质，向提出同意由提供脱硫化氢试剂的意见。                           |
| 大连石化分公司的 石油储运公司 | 生产安全员张某某   | 没有到现场履行安全员职责，违反了安全生产管理制度。犯罪情节轻微，免予刑事处罚。                                             |
| 大连石化分公司的 石油储运公司 | 大班长甄某         | 不按规章制度进行落实，违规选定放空阀作为加注口。                                                                           |
| 大连中石油国际储运公司        | 运营管理部经理刘某 | 没有对加注作业进行安全评价和风险评估，违规选定加注口。                                                                     |

## 后续
2010年7月20日8时31分，大连公安消防支队战勤保障大队远程供水编队分队长25岁的張良在處理被油污和水藻堵塞的远程供水系统的浮艇泵进水口時，殉職牺牲。
21日，外市增援消防队全部撤回驻地。事故发生地为港区，3公里范围之内没有常住居民，但是4公里之内约有600户居民，当局正在考虑是否需要将其疏散。据环保部门称，周围1.2公里内碳氢化合物浓度较高。
大火燃烧产生大量含硫和芳烃类气体及粉尘，距事发地20余公里的大连市区亦可闻到明显油味。同时灭火用的泡沫也对大海有污染，目前污染面积达50平方公里。海事部门已经组织相关人员设备清理海域。
20日，东南风及暴雨突降，导致入海油污登陆35公里外的金石滩海岸，使这一著名海水浴场不得不关闭。目前油污对大连开发区海滩已经产生较大影响且污染面积正在扩大，甚至已经漂到棒棰岛海域。大连海鲜市场也产生波动。
22日，大連金石灘其中一家擁有近400畝的貝類養殖場，部份貝類因油污入侵而死亡，貝類的批發價格也已經下跌了15%。有經營商表示，2009年剛剛引進的貝苗也全部賠本，損失了300多萬。 
24日，在大連的金石灘，海面仍然有明顯的油層漂浮，但遊人不顧油污對健康的危害而落海游泳。另外，有人發現清理油污的工人並沒有充足的保護裝備。距事发地点较远的獐子岛和旅顺已经出现油污。绿色和平估计的溢出数远大于官方数字达到9万吨。
以该事故为原型，作家鲍尔吉·原野创作了报告文学《最深的水是泪水》，并被改编为电影《烈火英雄》。